# Simulium imerinae
Simulium imerinae är en tvåvingeart som beskrevs av Émile Roubaud 1905. 
Simulium imerinae ingår i släktet Simulium och familjen knott. Inga underarter finns listade i Catalogue of Life.